# Епархия святого Григора Нарекаци в Буэнос-Айресе
Епархия святого Григора Нарекаци в Буэнос-Айресе (лат. Eparchia Sancti Gregorii Narekiani Bonaërensis Armenorum) — епархия Армянской католической церкви с центром в городе Буэнос-Айрес, Аргентина. Епархия святого Григора Нарекаци в Буэнос-Айресе распространяет свою юрисдикцию на всю территорию Аргентины. Кафедральным собором епархии святого Григора Нарекаци является церковь Пресвятой Девы Марии в городе Буэнос-Айрес.

## История
18 февраля 1998 года Римский папа Иоанн Павел II издал буллу «Cum Christifideles ritus Armeni in Republica Argentina», выделив её из экзархата Латинской Америки и Мексики.

## Епископы экзархата
- епископ Vartán Waldir Boghossian S.D.B.[1] (18.02.1989 — 4.07.2018, в отставке);
- епископ Pablo Hakimian (4.07.2018 — по настоящее время).

## Источник
- Annuario Pontificio, Libreria Editrice Vaticana, Città del Vaticano, 2003, ISBN 88-209-7422-3